# Jaffrabad (Tamil Nadu)
Jaffrabad es una ciudad censal situada en el distrito de Vellore en el estado de Tamil Nadu (India). Su población es de 8121 habitantes (2011). Se encuentra a 69 km de Vellore y 81 km de Tiruvannamalai.

## Demografía
Según el censo de 2011 la población de Jaffrabad era de 8121 habitantes, de los cuales 4001 eran hombres y 4120 eran mujeres. Jaffrabad tiene una tasa media de alfabetización del 77,15%, superior a la media estatal del 80,09%: la alfabetización masculina es del 82,30%, y la alfabetización femenina del 72,20%.